# 시모오타이역
시모오타이역(일본어: 下小田井駅, しもおたいえき)은 일본 아이치현 기요스시에 위치한 나고야 철도의 역이다. 역 번호는 IY01이다.
보통 열차만 정차역으로 매시 4편 정도가 정차한다. 평일 아침 러시아워에는, 메이테쓰나고야 역 일대의 과밀 상태로 전체 이용객 수 증가가 어렵기 때문에 우등 열차를 우선시키고 편수를 늘리는 대신 보통 열차를 줄이는 것으로 대체하여 일부 급행이 본 역과 나카오타이 역에 정차한다.

## 역 구조
8량 편성 대응의 상대식 승강장 2면 2선의 구조로 2번 승강장의 히가시비와지마 방향으로 역사(매표기, 개찰, 화장실 외) 및 과선교가 있다. 1번 승강장에도 자동 개찰기 등이 설치되었다.

### 승강장
| 번호 | 노선          | 방향 | 행선                                      |
| ---- | ------------- | ---- | ----------------------------------------- |
| 1    | ■ 이누야마 선 | 하행 | 가미오타이・이와쿠라・고난・이누야마 방면 |
| 2    | ■ 이누야마 선 | 상행 | 메이테쓰나고야・지류・히가시오카자키 방면 |

## 역 주변
동쪽에는 쇼나이 강 사이에 주택지가 있으며 1채의 고층 아파트가 있다. 역전에는 공원도 있다. 서쪽은 병행하는 간선 도로변과 역전에 몇 가지 시설이 있지만 그 동안에는 단독 건물의 주택이 주가 되었다. 부근에는 특정 우체국이 있지만 금융 기관은 없다.
- 국도 제22호선 고가(역 북부)
- 나고야 고속 6호 기요스 선 고가(역 북부・국도 제22호선 옆)
- 기요스 시 관공서 니시비와지마 청사(역 서쪽・메이테쓰 선에서는 본 역과 근처)
- 오타이 성터 공원
- 메이덴샤 나고야 사업소(역 서쪽・메이테쓰 선에서는 본 역과 근처)
- 도카이 이화 공장(역 남쪽)
- 야마나카 니시비와 후랑테관
- 로열 홈 센터 니시비와지마점
- 비와지마 분기점(나고야 본선과의 분기・합류 지점)
- 메이테쓰 나고야 본선 니시비와지마 역(비와지마 분기점에 인접)
- JR 도카이도 본선・도카이 교통 사업 조호쿠 선 비와지마역

## 역사
- 1912년 8월 6일: 개업.
- 1985년 2월 7일: 역사 개축.
- 2000년 9월: 11 ~ 12일의 도카이 호우에 의한 침수. 그 때의 수위가 히가시구치의 건물 벽에 기록되어 있다.
- 2004년 2월 15일: 무인화. SF파노라마 카드・유리카 사용 개시.
- 2011년 2월 11일: manaca 사용 개시.
- 2012년 2월 29일: 트랜 패스 공용 종료.

## 인접역
| 나고야 철도 ■ 이누야마선          | 나고야 철도 ■ 이누야마선 | 나고야 철도 ■ 이누야마선                  |
| --------------------------------- | ------------------------ | ----------------------------------------- |
| NH37 사코 중부국제공항 방면       | ■ 급행                   | 나카오타이 IY02 메이테쓰기후・신카니 방면 |
| NH38 히가시비와지마 진구마에 분기 | ■ 보통                   | 나카오타이 IY02 메이테쓰기후・신카니 방면 |